# Charge 69
Charge 69 est un groupe de punk rock français, originaire de Metz.

## Biographie

### Origines et débuts (1993–1996)
En 1993, la vague « alternatif français » s'essouffle, le punk rock français vibre aux sons de Parabellum, des $heriff et autres Cadavres, et la scène Epitaph est encore inconnue du grand public. C'est en janvier 1993 que le petit bassiste du groupe PKRK, Caps, et son acolyte de Skaferlatine, Laurent, profitent d'un séjour de Spirou (Molodoï) à Metz pour former Charge 69.
Le combo se veut avant tout une affaire de fans, sans plan de carrière, ni aucune envie de paraître original. Le trio se contente de reprendre des chansons de leurs groupe préférés tels que UK Subs, Cockney Rejects et Stiff Little Fingers. Caps à la basse, Laurent à la batterie et au chant et Spirou à la guitare jouent dans des bars et salles de concert pendant plus d'une année jusqu'au départ de ce dernier qui souhaitait d'avantages se consacrer à Molodoï. La seule et unique trace vinylique de cette formation apparaîtra sur la compilation estampillée street punk, Le Bal des vauriens. Sans perdre de temps, le désormais duo se met à la recherche de nouveaux membres pour compléter la formation. Par chance, PKRK (dont Caps était encore le bassiste) partagea l'affiche avec un petit groupe de Colmar qui fait grande impression auprès des deux punk rockers. Le guitariste Jeremya (Heyoka, J'aurais voulu…, Brigada Flores Magon) possédait un jeu particulier et semblait pouvoir obtenir ce qu'il voulait de sa guitare, Sandro quant à lui était doté d'une voix éraillée correspondant exactement aux attentes de Charge 69. L'accord entre les quatre musiciens se fait autour d'une bière dès la fin du concert. À partir de là, tout va très vite pour eux. Les répétitions et les concerts s'intensifient au même titre que les diverses sessions studio. L'EP Patchwork sera le témoignage de cette période faste pour le groupe. Un disque très particulier puisque, outre le fait d'être distribué et pressé par quatre label discographiques différents, il marqua un record dans la scène punk rock en France en termes de ventes. 
En 1996, Jeremya fait savoir à Caps et Laurent qu'il ne souhaite plus continuer, préférant pratiquer un punk rock plus radical et politisé. Sandro décide de suivre son ami et retourne en Alsace. Par la force des choses, Caps et Jeremya ne se retrouveront que bien plus tard. Charge 69 mettra peu de temps à se remettre de cette séparation. Le guitariste Richard (PKRK) prend immédiatement le relais puis Gilles vient s'adjoindre au chant. À ce stade, le quatuor fait figure de chef de file de la scène street punk européenne au même titre que le groupe allemand Oxymoron. C'est justement en Allemagne que le groupe rencontre le plus de succès où se déroulent plus de la moitié de leurs dates de concerts.

### Succès etApparence jugée(1997–2000)
Entre les performances live, Charge 69 travaille énormément sur leur premier album. Le disque sera enregistré une première fois par Pascal Canlas mais le groupe, sachant exactement de quelle façon doit sonner l'album, décide de laisser les bandes de côté et s'offre les services du producteur américain Ian Burgess qui semble plus à l'aise et disposé à répondre aux exigences des Messins. 
Finalement, Apparence jugée sort en 1997 sur le label Combat Rock, de Caps, et fait immédiatement l'effet d'une bombe au sein du microcosme punk. Ce disque restera comme l'un des plus importants des années 1990, tant par sa production que par ses qualités intrinsèques. Du punk rock rageur de Politiciens à la oi! mid-tempo de Unité, en passant par le reggae blanc de Johnny Good Boy, Apparence jugée trouve le moyen de réunir deux cultures étroitement liées par le passé mais ayant traversé une période relativement sombre, à savoir la culture punk et skinhead. D'un point de vue purement commercial, ce disque est considéré comme un authentique succès puisqu'il dépasse largement les 10 000 copies vendue à travers le monde, un chiffre impressionnant si l'on considère que le groupe n'a bénéficié d'aucune promotion[réf. nécessaire]. Festivals, split EP, compilations s'enchaînent à une telle cadence que Caps décide de se consacrer uniquement à Charge 69 et à Combat Rock, ce qui entraîne la mort de PKRK qui ne correspondait de toutes façons plus aux attentes de son bassiste[réf. nécessaire]. 
En 1999, Charge 69 publie l'EP quatre titres Région sacrifiée qui ne fait que confirmer tous les espoirs placés dans le groupe. La formule reste inchangée. Charge 69 bénéficie alors d'un élément qui fait cruellement défaut au reste de la scène punk hexagonale de cette période, à savoir : une identité et un son.
Dès lors, critiques, rumeurs et jalousie deviennent le lot quotidien du groupe. Combat Rock est pointé du doigt au même titre que l'apolitisme du combo[réf. nécessaire]. Charge 69 répond à ses détracteurs en sortant son deuxième album Vos lois ne sont pas nos règles en 2000. Enregistré chez Ian Burgess, ce disque s'éloigne de son prédécesseur en accentuant le côté mélodique du groupe. Il comprend des chansons comme Autorité, Plus jamais pareil, et Temps meilleurs. Cependant, le fanzinat cherche à déstabiliser et à discréditer le groupe. On reproche la légèreté de certains textes, l'aspect moins oi! et trop conventionnel du disque jusqu'au son trop propre et aseptisé[réf. nécessaire]. Malgré ces attaques, pour la plupart d'une grande gratuité, Caps, Laurent, Richard et Gilles reprennent le chemin des concerts et participent même à la bande originale du film Underground Boot Factory, de Lech Kowalsky, et collaborent même avec Charlie Harper d'UK Subs. 
Alors que le groupe prépare les concerts pour la promotion du deuxième album, Richard, qui avait déjà montré de la lassitude pendant l'enregistrement de Vos lois ne sont pas nos règles, décide de quitter le groupe pour se consacrer pleinement à la construction de sites internet et accessoirement jouer dans des bars de façon plus intimiste avec l'ancien chanteur de PKRK. Yann, un ami de Gilles, prend donc le relais. Bien que moins à l'aise à la guitare, Yann remplit parfaitement son rôle pendant près d'un an. Entre-temps, Charge 69 verra le maxi Région sacrifiée se transformer en huit titres et les concerts s'accumuler au point de ne laisser de temps libre à aucun membre du groupe. Malheureusement, l'ambiance au sein du groupe se détériore et pourtant, c'est le moment où Charge 69 rencontre le plus de succès. On ne compte plus le nombre de personnes arborant des t-shirts à l'effigie du groupe dans les salles de concerts et lieux autogérés européens. 

### Même direction(2001–2002)
En juillet 2001, la scène messine est composée de près d'une dizaine de groupes, le public se déplace en masse à chaque concert. L'héritage de Charge 69 est en place. Mais malgré la notoriété acquise et la satisfaction d'avoir créé une vraie scène locale active, le groupe se sépare. Gilles et Yann désertent Metz. Quant à Caps et Laurent, ils hésitent fortement à reprendre leurs fonctions. Mais leur passion pour le punk rock les empêche de sombrer dans l'inactivité musicale. Les deux membres fondateurs auditionnent une bonne partie des musiciens rock de la région, sans grand succès. Pendant ce temps, les albums continuent à se vendre et le groupe est obligé de refuser des dates de concerts jusqu'à l'arrivée de Brice à la batterie (Laurent souhaitant se consacrer à la guitare et au chant) et Psycho Meuh'chine à la seconde guitare. 
Charge 69 enchaîne les répétitions, compose sans s'arrêter et accumule les petits concerts dans le but de roder cette nouvelle formation. À ce moment-là, la compilation double CD Des mots, des rires, des larmes et des pleurs sort à la vente. Ce disque qui, même s'il n'offre pas la cohérence d'un album, permet surtout de découvrir la quasi-intégralité des chansons inédites de Charge 69 (faces B, versions alternatives) mais offre surtout l'occasion aux plus jeunes de découvrir les enregistrements avec Spirou, Jeremya, Santo. Évitant au maximum les trêves, Charge 69 participe à une tournée avec le groupe Skarface et rassure une grande partie de leurs fans avec le quatre titres Même direction qui met en avant le chant de Laurent, ne subissant pas la comparaison avec celui de Gilles. Moins agressive mais ô combien plus performante, la voix du désormais guitariste/chanteur permet à Charge 69 d'explorer d'autres facettes du punk rock. Ce disque, n'ayant pour prétention que de montrer que le quatuor messin n'est pas mort, est relativement bien accueilli même si l'on est en droit d'attendre plus du troisième album Univers sale.

### Univers sale(2003–2005)
La sortie du disque Univers sale est malheureusement handicapée par des problèmes de distribution ce qui explique en partie l'engouement plus faible autour de ce troisième album qui peine cependant à retrouver le côté fédérateur des deux opus précédents et qui semble par moments souffrir d'une production moins incisive et d'un côté un peu précipité (Une reprise des UK Subs, deux titres, au demeurant excellents[non neutre], déjà disponibles sur le maxi Même direction, un morceau inédit mais remanié de PKRK Far east font figure de remplissage).
Pour autant, Univers sale offre de grands moments comme avec cet impressionnant reggae Retrouvailles, cet hymne punk rock Rock star attitude et ces chansons immédiatement catchy tels Retour aux sources, Débrancher la machine ou Petit mensonges... 2004 et 2005 seront l'occasion pour Charge 69 de jouer à travers l'Europe mais aussi de partir en Amérique du Nord s'associer avec le groupe québécois La Gâchette (un split-CD naitra de cette tournée).

### Conflit interne(depuis 2006)
L'année 2006 verra le départ de Psycho Möchine vers d'autres projets musicaux et le retour de Jeremya (avec entre-temps un intermède effectué par Romain du groupe Néophyte pour trois dates). Lorsque le punk rocker de Colmar rejoint le désormais trio, le groupe a déjà en place une quinzaine de chansons pour un quatrième album studio intitulé Conflit interne. En mai 2009, Charge 69 accueille un nouveau chanteur, Vérole, principalement connu comme chanteur du groupe Les Cadavres et une démo est enregistrée.
Le 11 octobre 2013, Charge 69 joue à la tournée Gorefather Tour avec Banane Metalik et Peter Pan Speedrock, à Paris, au Divan du Monde.

## Membres
- Gautier Courteaux - chant
- Tony Fomblard - guitare
- Caps - basse
- Nicko SK - batterie